# Hepiàlids
Els hepiàlids (Hepialidae) són una família de lepidòpters glossats de l'infraordre dels exoporis (Exoporia). Són arnes primitives i tenen una distribució quasi cosmopolita.

## Taxonomia i sistemàtica
És destacadament la família més diversa de la infraordre Exoporia. Aquesta família de primitives arnes consta de 62 gèneres i 606 espècies. Els gèneres Fraus (d'Austràlia), Gazoryctra (de l'holàrtic), Afrotheora (del sud d'Àfrica) i Antihepialus (d'Àfrica) són considerats els més primitius; contenen 51 espècies aproximadament i moltes són relictes del sud de Gondwana i actualment formen un grup separat dins de la família. Els gèneres més diversos són Oxycanus amb 73 espècies, Endoclita amb 60, Thitarodes amb 51 i Cibyra amb 50.

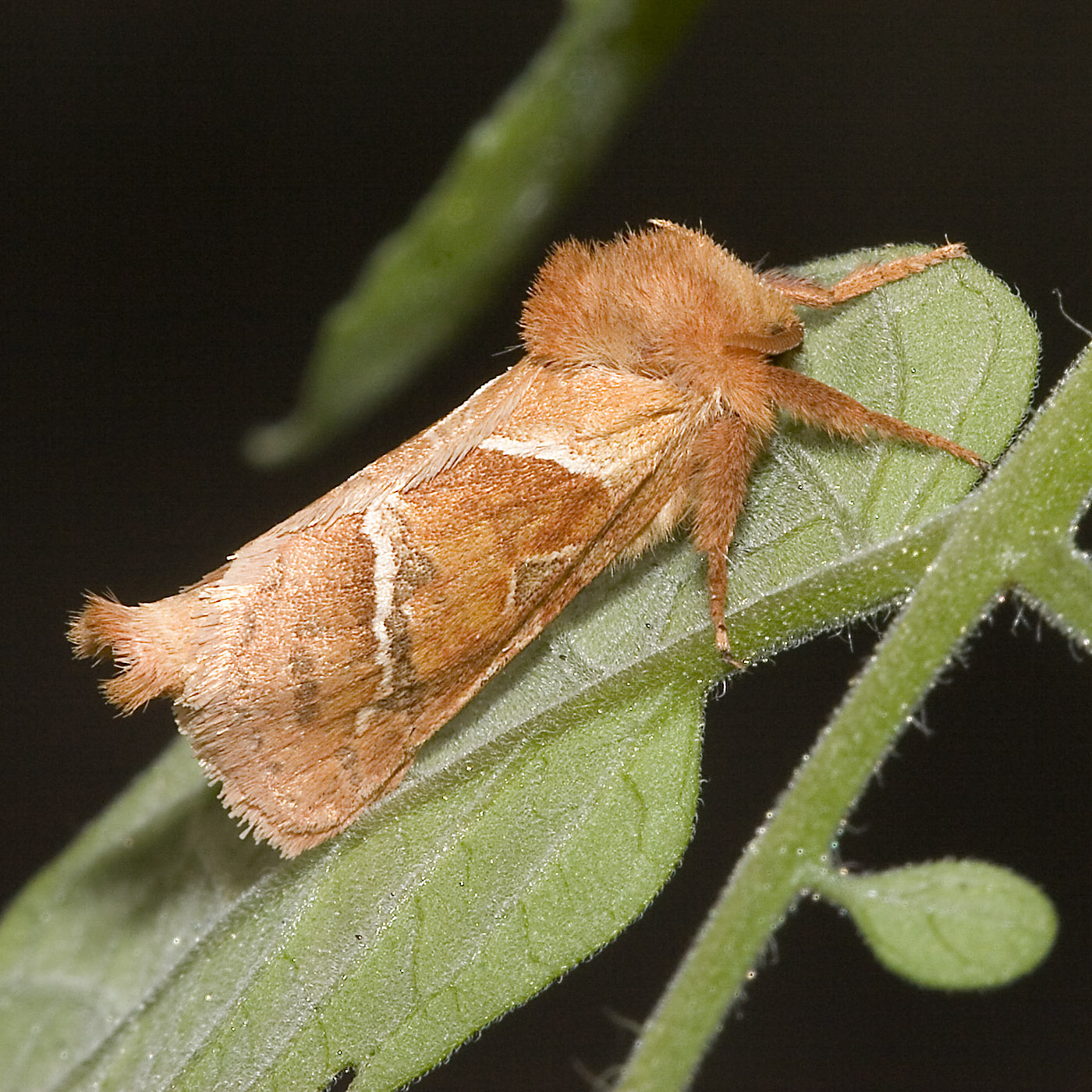
Triodia sylvina

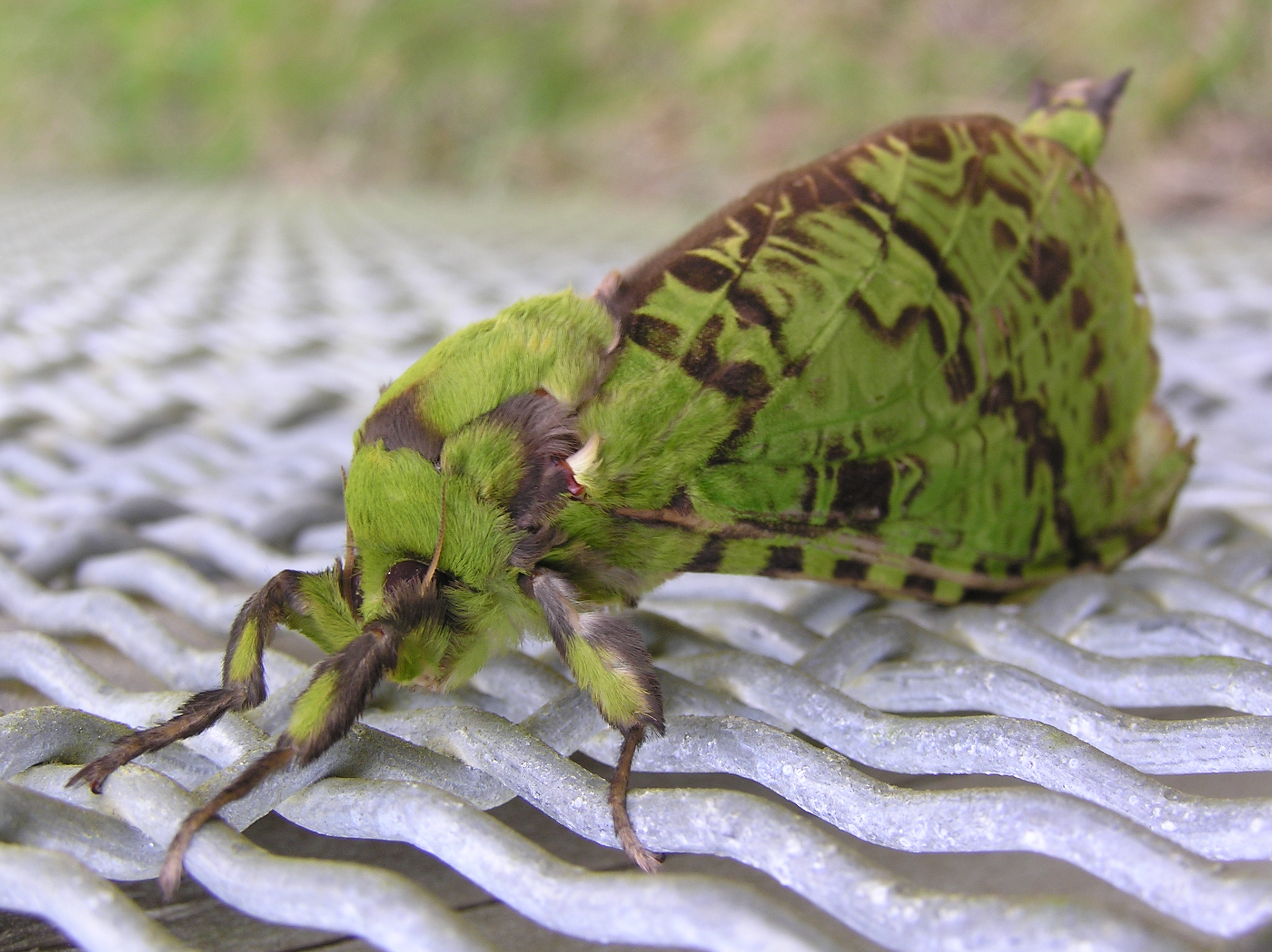
Aenetus virescens

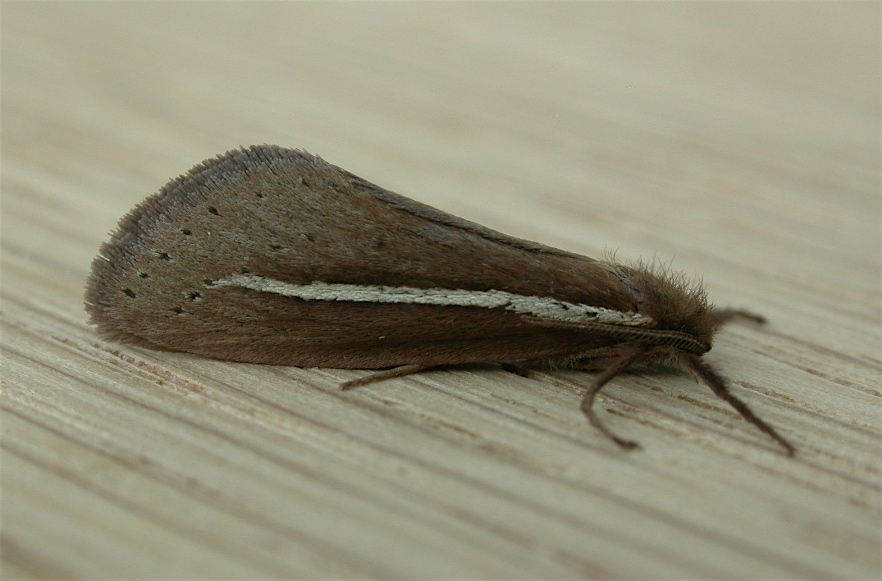
Fraus pteromela

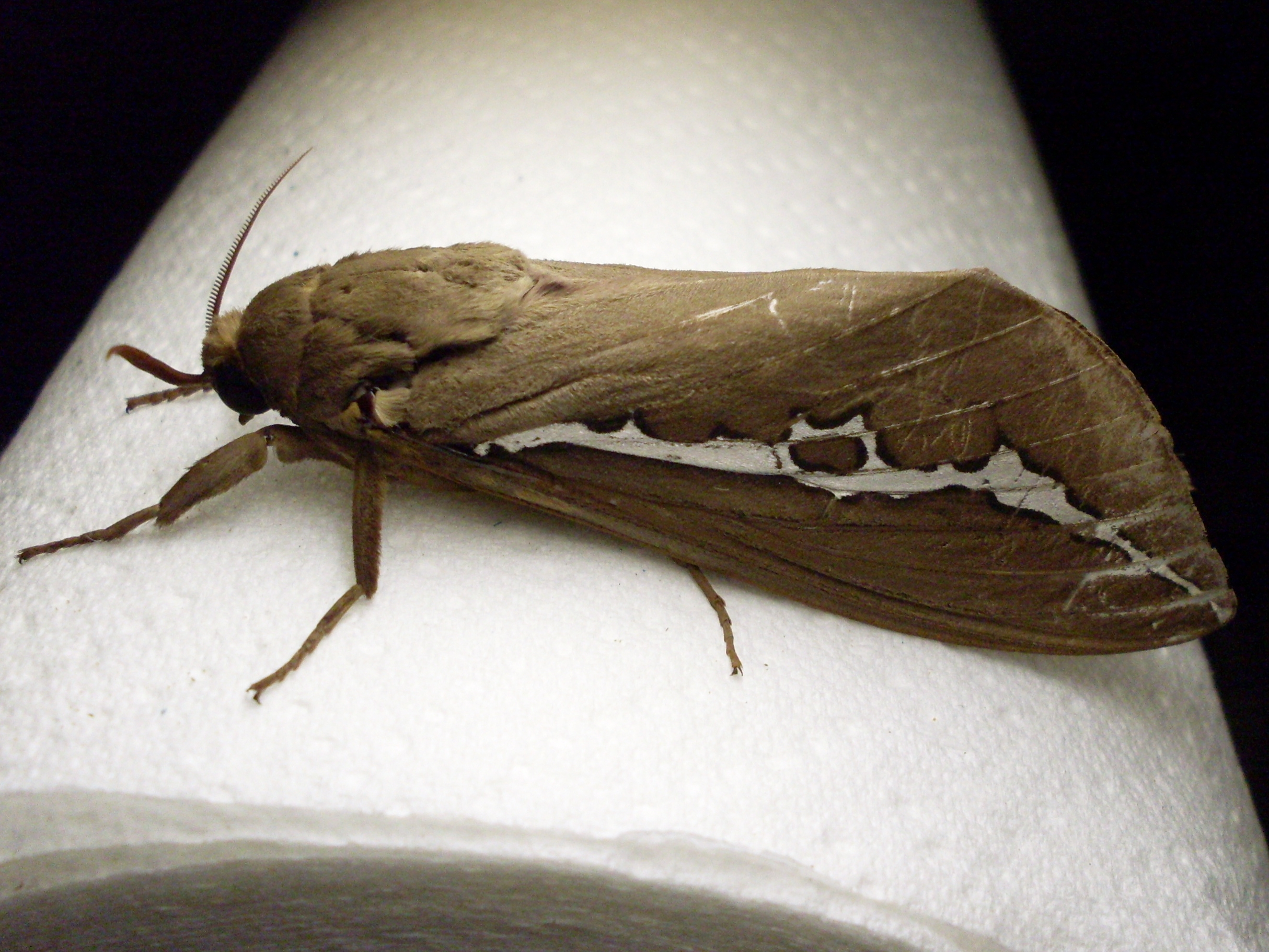
Abantiades barcas

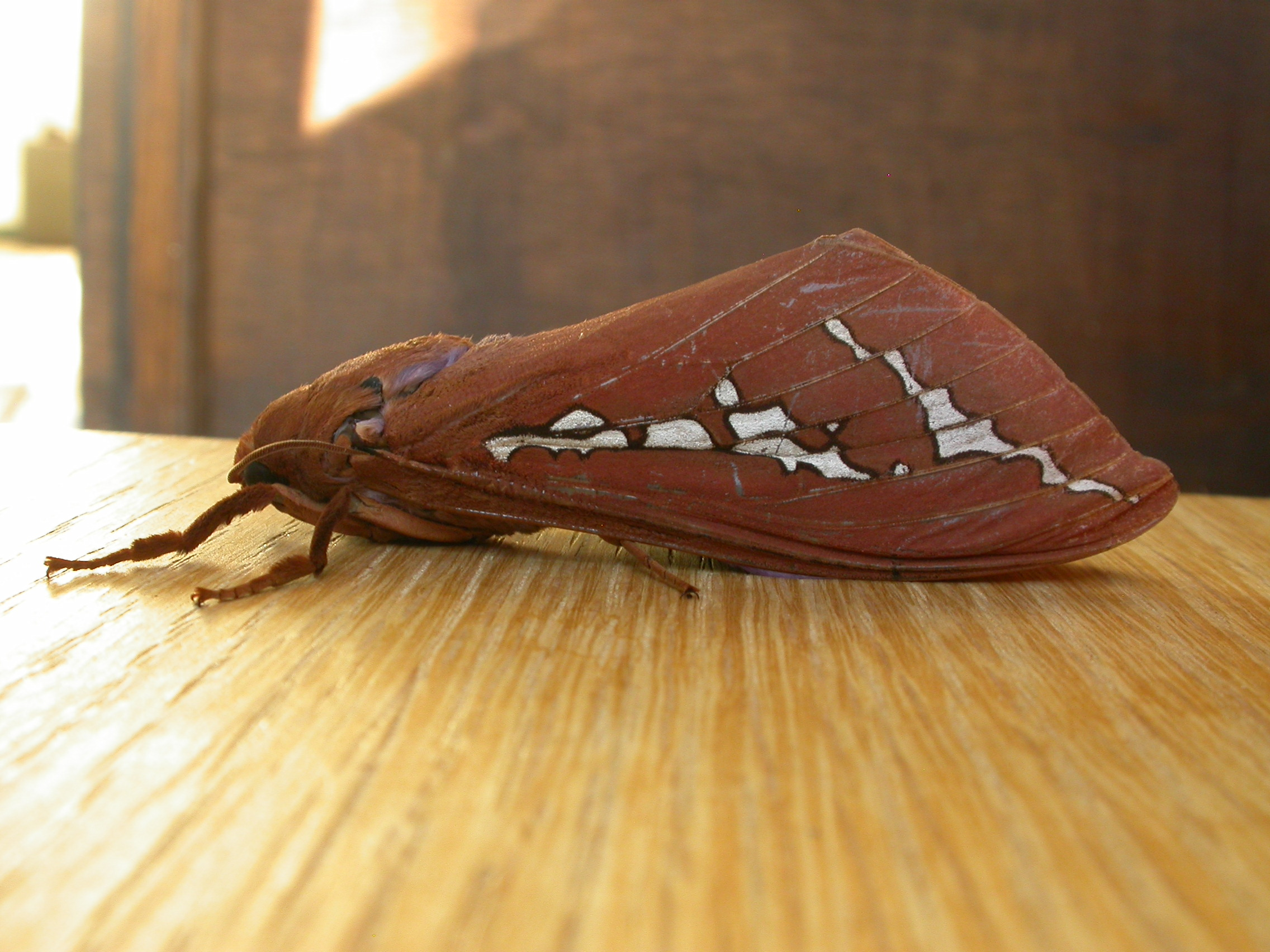
Abantiades hyalinatus

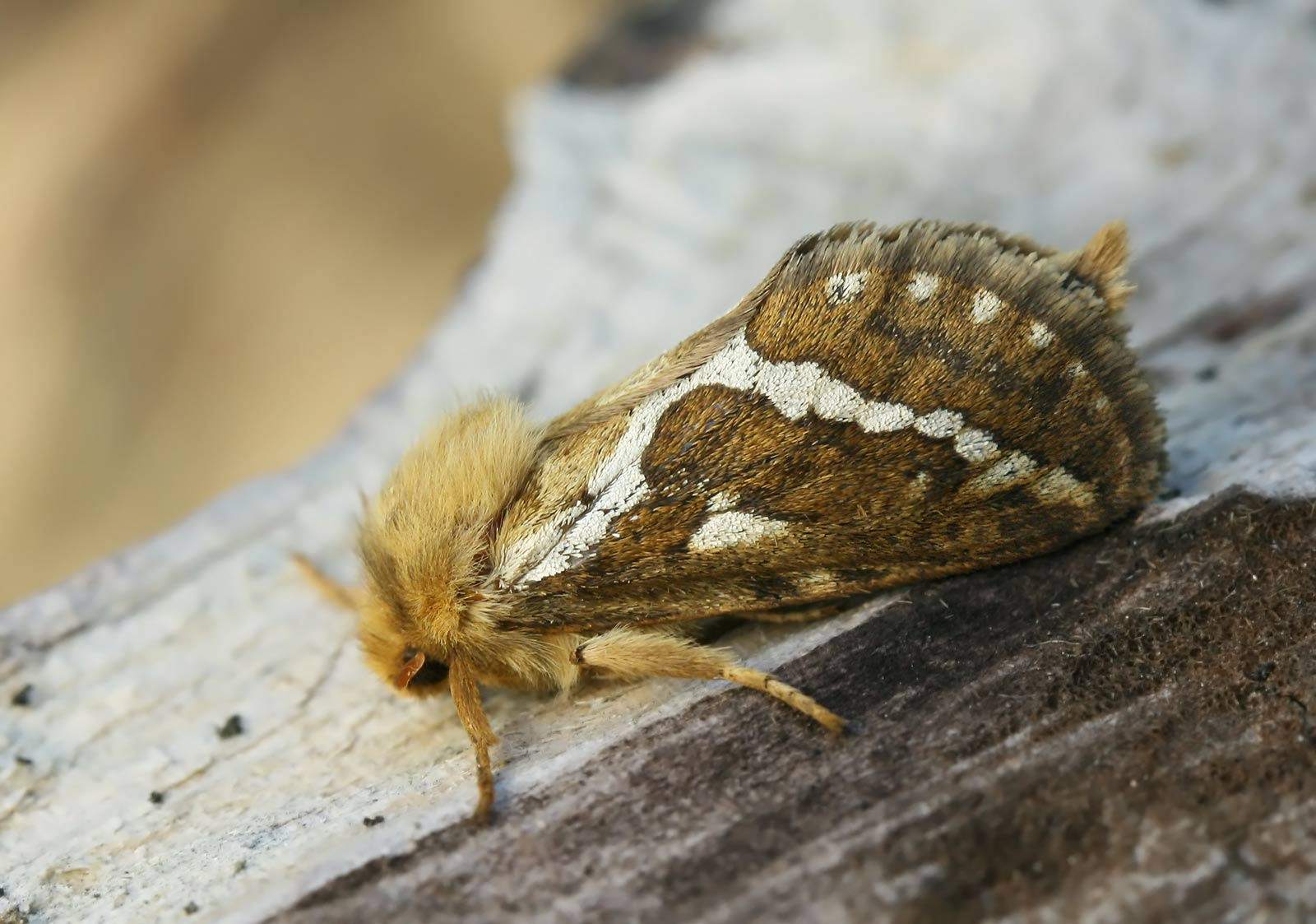
Korscheltellus lupulinus

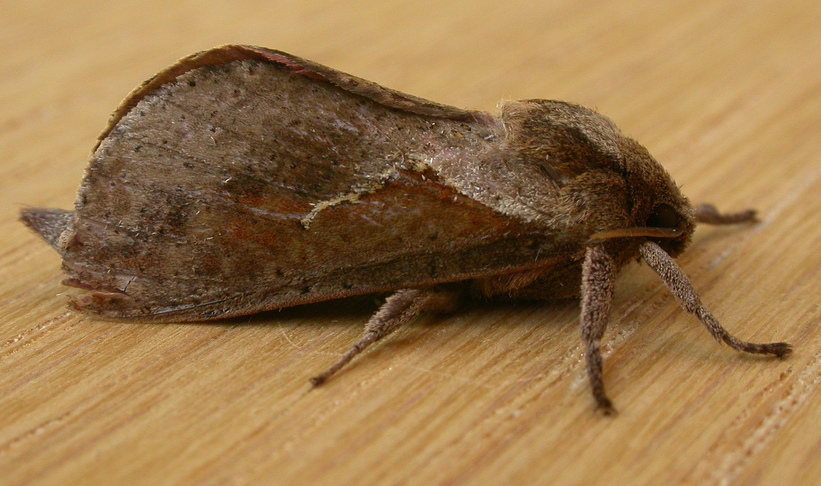
Elhamma australasiae

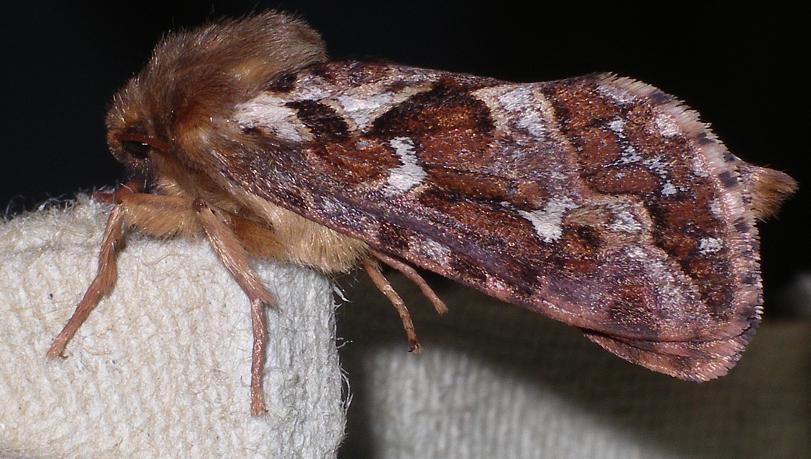
Pharmacis fusconebulosa

## Morfologia i identificació
És considerada una família molt primitiva, amb diferències estructurals amb altres arnes, com tenir unes antenes curtes o presentar tant el frènul com la probòscide infuncionals. Aquesta segona característica fa que els imagos no es puguin alimentar. Com altres Exoporia, l'esperma es transfereix a l'ou per un canal extern entre l'ostium i l'ovípor. Tenen unes ales anteriors i posteriors similars. De vegades s'inclouen com a membre d'honor als macrolepidòpters, a pesar de les seves característiques arcaiques (estrictament parlant són filogenèticament massa bàsiques, constituint microlepidòpters, tot i els 250 mm d'envergadura alar dels Zelotypia). Algun cop, per la seva destacable grandària i colors cridaners, han rebut més atenció popular i taxonòmica que altres microlepidòpters. Moltes espècies mostren un fort dimorfisme sexual, amb mascles més petits però més vistosos que les femelles o, en elevades altituds, femelles dels gèneres Pharmacis i Aoraia tenen ales reduïdes.

## Distribució
Es troben arreu del món excepte l'Antàrtida i llocs on podria resultar sorprenent la seva absència, com Madagascar, illes del Carib i oest de l'Àfrica tropical; tot i això, encara queda per confirmar, ja que per exemple fins fa poc es creia que no es trobaven a Nova Caledònia, fins al descobriment de l'Aenetus cohici. A la regió neotropical i a l'Àsia, s'han aconseguit adaptar i diversificar a les selves, mentre que a la regió afrotopical sembla que no ha estat així. Les espècies generalment són poc dispersives i no es troben en illes oceàniques, excepte Phassodes a Fiji i l'oest de Samoa i algunes espècies al Japó i Illes Kurile; la localitat tipus de Eudalaca sanctahelena, Santa Helena, sembla un error (per Sud-àfrica).

## Comportament
Són de vol crepuscular i algunes espècies formen leks, cosa que també ha sorgit de manera independent al gènere d'hepialoids Ogygioses (Palaeosetidae). En la majoria de gèneres, els mascles volen ràpidament cap a femelles verges, que criden a aquests amb olors. En altres gèneres, les femelles es disposen contra el vent i llavors emeten feromones de les tíbies metatoràciques.

## Gèneres
- Abantiades Herrich-Schäffer, 1858
- Aenetus Herrich-Schäffer, 1858
- Afrotheora Nielsen & Scoble, 1986
- Ahamus Z.W. Zou & G.R. Zhang, 2010
- Andeabatis Nielsen & Robinson, 1983
- Antihepialus Janse, 1942
- Aoraia Dumbleton, 1966
- Aplatissa Viette, 1953
- Bipectilis Chus & Wang, 1985
- Blanchardinella Nielsen, Robinson & Wagner, 2000
- Bordaia Tindale, 1932
- Calada Nielsen & Robinson, 1983
- Callipielus Butler, 1882
- Cibyra Walker, 1856
- Cladoxycanus Dumbleton, 1966
- Dalaca Walker, 1856
- Dalaca auctt., nec Walker, 1856
- Dioxycanus Dumbleton, 1966
- Druceiella Viette, 1949
- Dumbletonius auctt
- Elhamma Walker, 1856
- Endoclita; Felder, 1874
- Eudalaca Viette, 1950
- Fraus Walker, 1856
- Gazoryctra Hübner, 1820
- Gorgopis Hübner, 1820
- Heloxycanus Dugdale, 1994
- Hepialiscus Hampson, 1893
- Hepialus Fabricius, 1775
- Jeana Tindale, 1935
- Korscheltellus Börner, 1920
- Leto Hübner, 1820
- Metahepialus Janse, 1942
- Napialus Chu and Wang, 1985
- Neohepialiscus Viette, 1948
- Oncopera
- Oxycanus Walker, 1856
- Palpifer Hampson, 1893
- Parahepialus Z.W. Zou & D.R. Zhang, 2010
- Parahepialiscus Viette, 1950
- Parapielus Viette, 1949
- Parathitarodes Ueda, 1999
- Pfitzneriana Viette, 1952
- Pfitzneriella Viette, 1951
- Pharmacis Hübner, 1820
- Phassodes Bethune-Baker, 1905
- Phassus Walker, 1856
- Phialuse Viette, 1961
- Phymatopus Wallengren, 1869
- Phymatopus auctt. nec Wallengren, 1869
- Puermytrans Viette, 1951
- Roseala Viette, 1950
- Schausiana Viette, 1950
- Sthenopis auctt. nec Packard, 1865
- Thitarodes Viette, 1968
- Trichophassus Le Cerf, 1919
- Trictena Meyrick, 1890
- Triodia
- Wiseana Viette, 1961
- Xhoaphryx Viette, 1953
- Zelotypia Scott, 1869
- Zenophassus Tindale, 1941
- †Oiophassus J. F. Zhang, 1989
- †Prohepialus Piton, 1940
- †Protohepialus Pierce, 1945